# Wyższa Szkoła Telewizji i Filmu w Monachium
Wyższa Szkoła Telewizji i Filmu w Monachium (niem. Hochschule für Fernsehen und Film München, HFF) – niemiecka, publiczna uczelnia artystyczna z siedzibą w Monachium. 
Uczelnia została założona w 1966 roku, zajęcia dydaktyczne rozpoczęły się w 1967 roku. W pierwszych latach funkcjonowania uczelni jej siedzibą była willa położona w dzielnicy Schwabing. W 2011 otwarto nową siedzibę na Bernd-Eichinger-Platz.  

## Struktura organizacyjna
W skład uczelni wchodzą następujące jednostki organizacyjne: 
- Zakład Kinematografii
- Zakład Filmu Fabularnego i Telewizyjnego
- Zakład Filmu Dokumentalnego i Publicystyki Telewizyjnej
- Zakład Studiów Medialnych
- Zakład Produkcji Filmowej i Zarządzania Mediami
- Zakład Scenariuszopisarstwa
- Zakład Technologii.

## Absolwenci
- Caroline Link
- Doris Dörrie
- Bernd Eichinger
- Florian Henckel von Donnersmarck
- Wim Wenders
- Roland Emmerich